# Plectris alvarengai
Plectris alvarengai är en skalbaggsart som beskrevs av Frey 1967. Plectris alvarengai ingår i släktet Plectris och familjen Melolonthidae. Inga underarter finns listade i Catalogue of Life.